# Mirów (Pińczów)
L'abitato di Mirow - distretto Pińczów, Voivodato della Santacroce, Polonia - è situato ad est del centro della città. A cavallo tra il XVI e il XVII secolo fu una città indipendente.
Mirow è stata fondata negli anni 1586 - 1591 dal vescovo di Cracovia Pietro Myszkowski (1510-1591) come "Città Nuova Mirow". Myszkowski fondò anche la chiesa collegiata, che in seguito divenne una chiesa monastica riformata. Nel 1596 il titolo di margravio di Mirow appartenne a Zygmunt Myszkowski, nipote di Pietro. Già nel 1612 Mirow venne incorporata nella vicina Pinczow.